# Chelles-i kultúra

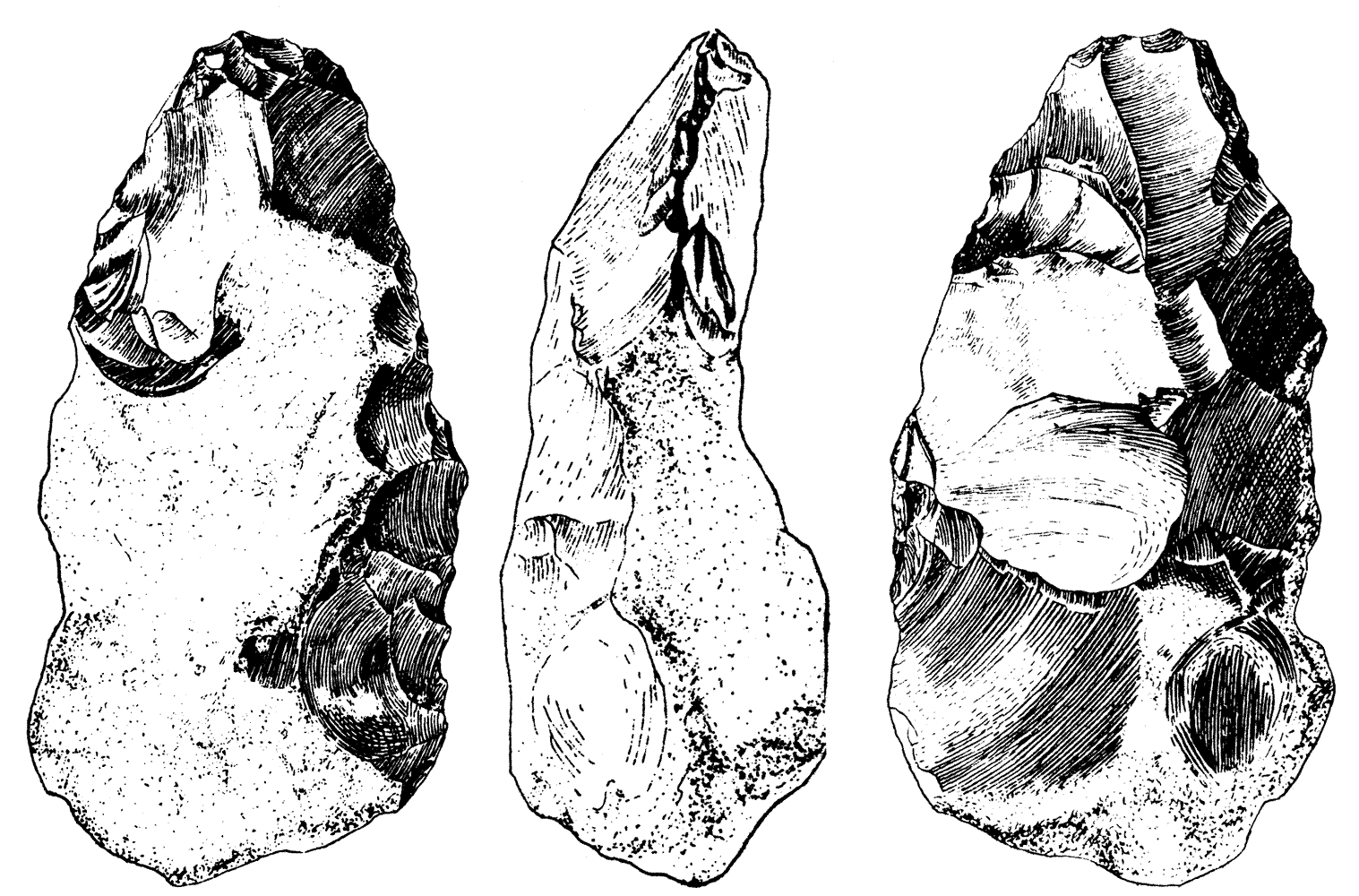
Kétoldalt retusos (kétélű) eszköz, a szakóca

A chelles-i kultúra (vagy abbeville-i kultúra) az őskőkorszak eszközkultúráinak egy korai szakasza. Az irodalom nem egységes a kultúra jellemzőinek megadásában, sőt ma már legtöbbször elavult kategóriaként az ide sorolt leletek egy részét a korábbi olduvai, más részét a követő acheuli kultúrához sorolják. Régebben az olduvai ipart a chelles-i kultúra korai korszakának tartották, és az Olduvai-szurdok leleteit ide sorolták, mára ezeket önállóként kezelik.
A chelles-i eszközkultúra típuspéldányait a franciaországi Chelles és Abbeville települések közelében 1836-ban gyűjtötte Boucher de Perthes, majd Mortillet 1882-ben használta először a chelles-i kultúra elnevezést.

## Kora és kapcsolatai
A típusleletek a francia Somme folyó partján 478 000-424 000 évesek. Az alternatív korszakolás korai és középső acheuli kultúrájának felel meg, általában nem idősebb 700 000 évnél és nem fiatalabb 400 000 évnél.

## Jellemzői
A chelles-i eszközök első megközelítésben abban különböznek a korábbi olduvai eszközöktől, hogy a kövek és kavicsok két oldalon megmunkáltak, úgynevezett kétoldalt retusos eszközök. Az olduvai eszközöknél a kődarab egyik oldalán alakítottak ki élt, vagy a hegyes daraboknál a hegyet egy irányból hasították ki. A chelles-i eszközöknél ezzel szemben két oldalon találunk élt, amelyek általában hegyes csúcsban futnak össze. Ezek a jellegzetes chelles-i marokkövek, (ökölkő vagy szakóca). A hosszúkás magkövek egyik végét megmunkálatlanul hagyták, ezek képzik a későbbi fogórészt.
A chelles-i marokkő multifunkciós eszköz volt, szolgálhatott fegyverül is. Ezek a szerszámok általában kissé aszimmetrikusak, így joggal feltehető, hogy ez időben már kialakult az általános jobbkezesség, a kor embere többnyire a jobb kezét használta.
A marokkő mellett tipikus eszközök a kaparók, árak, apró hegyek. Ezek egy része valószínűleg nem szándékosan készült, hanem a marokkő előállítása alkalmával levált élesebb darabokat használták fel.

## Az ember
A chelles-i kultúra embere első az európai emberfélék között, ma úgy tartják, hogy a neandervölgyi ember közvetlen őse, de nem eldöntött, hogy a Homo erectus, Homo antecessor vagy a Homo heidelbergensis. Kis csoportokban vadászó, folyók és tavak partján lakó lény volt, aki éjszakára szárnyékokat készített magának védelemül.